# پرادایس ولی (آریزونا)
پارادایز ولی (به انگلیسی: Paradise Valley) شهری در شهرستان مریکوپا ایالت آریزونا است که در سرشماری سال ۲۰۱۰ میلادی، ۱۲٬۸۲۰ نفر جمعیت داشته‌است. پارادایز ولی، به‌طور رسمی در تاریخ ۱۹۶۱ میلادی به‌عنوان یک شهر شناخته شد.